# Platanthera blephariglottis
Platanthéra blephariglóttis — вид цветковых растений, входящий в род Любка (Platanthera) семейства Орхидные (Orchidaceae).
Распространена на востоке Северной Америки.

## Ботаническое описание
Многолетнее травянистое растение, иногда достигающее 100 см в высоту. Стебель полый, зелёный, голый. Листья в числе 2—3 или более, до 20—35 см длиной и 1—5 см шириной, ланцетовидной, узколанцетовидной или яйцевидно-ланцетовидной формы.
Соцветие — колос 4—20 см длиной, разреженный до довольно густого. Цветки чисто-белые, приметные, декоративные. Боковые чашелистики отогнутые. Лепестки линейной или обратноланцетовидной формы, с в различной степени бахромчатым краем. Губа с глубоко-бахромчатым краем, шпорец цилиндрический.
Диплоидный набор хромосом — 2n = 42.

## Таксономия и систематика

### Синонимы
- Blephariglottis alba (Michx.) House, 1906
- Blephariglottis albiflora f. holopetala (Lindl.) Baumbach & P.M.Br., 2009
- Blephariglottis blephariglottis (Willd.) Rydb., 1901, nom. illeg.
- Habenaria blephariglottis (Willd.) Hook., 1823
- Habenaria blephariglottis var. holopetala (Lindl.) A.Gray, 1867
- Habenaria blephariglottis f. holopetala (Lindl.) J.Rousseau & B.Boivin, 1968
- Orchis blephariglottis Willd., 1805basionym
- Orchis ciliaris var. alba Michx., 1803
- Platanthera ciliaris var. blephariglottis (Willd.) Chapm., 1860
- Platanthera holopetala Lindl., 1835

### Инфравидовое деление
Помимо номинативной разновидности Platanthera blephariglottis var. blephariglottis выделяется также Platanthera blephariglottis var. conspicua (Nash) Luer, 1974, отличающаяся от первой более крупными цветками, собранными в более рыхлое соцветие. На территории пересечения ареалов этих разновидностей время цветения номинативной наступает немного ранее.

## Распространение
Platanthera blephariglottis распространена на востоке Северной Америки, произрастает по кислым болотистым местам, часто со сфагновыми мхами, клюквой и лиственницей.
Номинативная разновидность распространена на северо-востоке США и в прилегающих регионах Канады, разновидность conspicua произрастает в юго-восточных штатах.